# Albert Vogel jr.
Albert Theodore Leonard Carel Anthing Vogel (Den Haag, 2 maart 1924 - Leiden, 30 april 1982) was een Nederlands acteur en voordrachtskunstenaar.

## Familie
Albert Vogel, lid van de familie Vogel was de zoon van Albert Vogel sr. en Ellen Buwalda. Hij trouwde viermaal, de laatste keer met Liesje van Hasselt (1927-2014), lid van de familie Van Hasselt. Uit zijn eerste huwelijk met Joan van Straaten (°1922) kreeg hij een dochter; zijn vierde vrouw had uit een eerder huwelijk een dochter, Caroline de Westenholz die door het huwelijk van Vogel met Van Hasselt dus Vogels stiefdochter werd. De actrice Ellen Vogel was zijn zuster.

## Loopbaan
Als voordrachtskunstenaar maakte hij verschillende tournees: in 1948 en 1956 door Indonesië (in opdracht van het ministerie van Kunsten), in 1957 wederom door Indonesië, maar ditmaal met zijn zus Ellen Vogel en in 1958 door Scandinavië met Heleen Pimentel. De schrijver Louis Couperus (1863-1923) stond al vanaf 1946 op het programma, en in 1962 maakte hij een avondvullend programma over de schrijver. Dit programma was een van zijn succesvolste. In 1973 bracht hij zelfs een biografie van Couperus uit, gevolgd door een keuze uit diens werk.
Naast zijn werk als voordrachtskunstenaar werkte hij ook mee aan de totstandkoming van LP's en was hij auteur van enkele boeken. Hij schreef samen met Antal Sivirsky de 'handleiding' School der voordrachtskunst (1959).
Daarnaast was hij directeur van de Internationale Projektstudio Ornis, gevestigd aan de Haagse Javastraat, tot 1981 voorzitter en erelid van de Haagse Kunstkring, voorzitter van de Jacob Marisstichting, leraar declamatie aan het Koninklijk Conservatorium in Den Haag en letterkundige. In 1970 werd hij benoemd tot Ridder in de Orde van Oranje Nassau.

### Boeken
- (met Antal Sivirsky), School der voordrachtskunst (1959)
- Louis Couperus (1963)
- De man met de orchidee. Het levensverhaal van Louis Couperus (1973); later verschenen onder de titel: Louis Couperus. Een schrijversleven (1980²)

### Bloemlezingen
- Louis Couperus, De onbekende Couperus. Vergeten, weinig gepubliceerde en bekende verhalen, gedichten, brieven en fragmenten. (1973) [Bloemlezing door Albert Vogel]
- Louis Couperus, Mijn vriend Orlando. Verhalen van Louis Couperus (1981) [Bloemlezing door Albert Vogel]
- Louis Couperus, Van week tot week. Intieme impressies van Louis Couperus (1982) [Bloemlezing door Albert Vogel]

### Geluidsopnamen
- Louis Couperus (grammofoonplaat) (1972)
- Van en over Couperus (CD) (1998)